# だいち3号
だいち3号（先進光学衛星、ALOS-3, Advanced Land Observing Satellite-3、エイロス3）は、宇宙航空研究開発機構（JAXA）が開発した地球観測衛星（光学衛星）。だいちの後継機として地図作成、地域観測、災害状況把握、資源調査などへの貢献を目的とした。

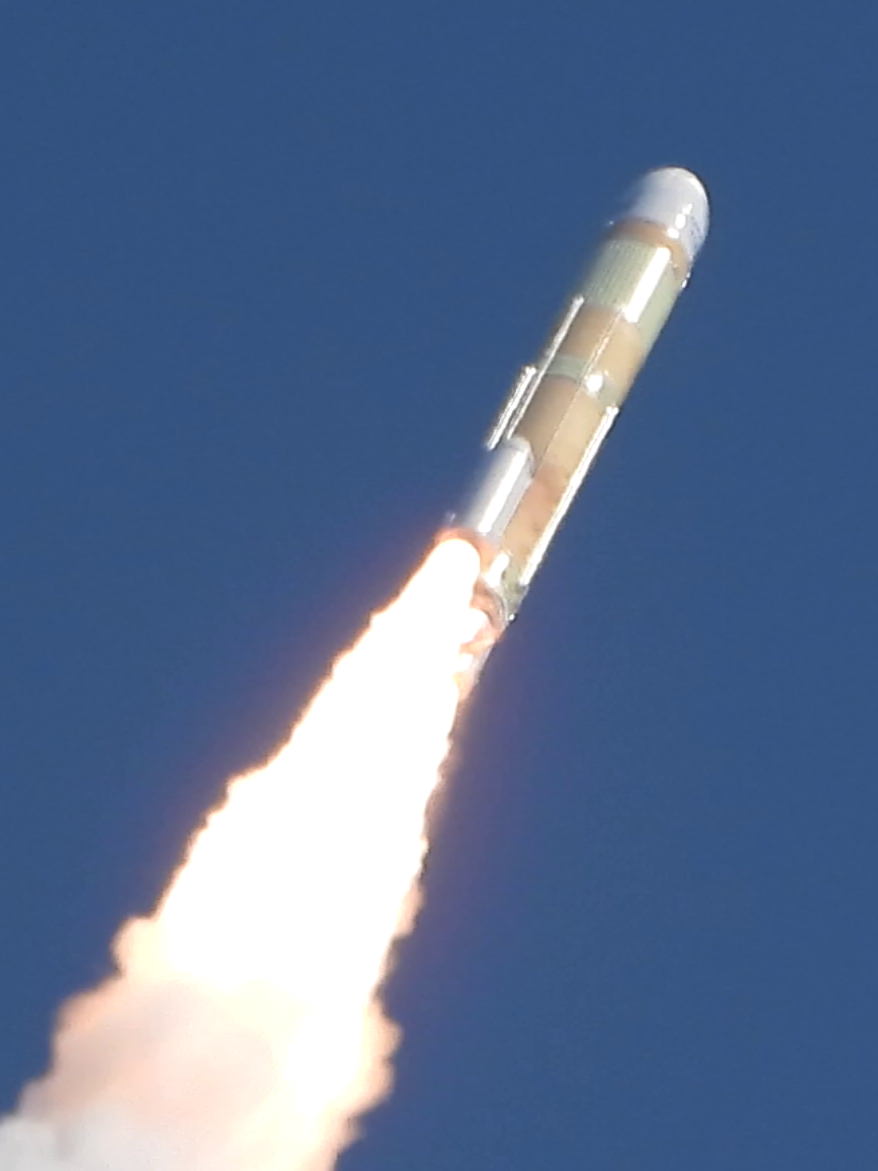
だいち3号を搭載したH3ロケット初号機の打ち上げ（2023年３月）

2023年（令和5年）3月7日にH3ロケット試験1号機で打ち上げられたが、ロケット2段目のエンジンに点火せず、ロケットは指令破壊され打ち上げは失敗、ペイロードのだいち3号は軌道投入されなかった。計画名は先進光学衛星。総開発費は282億円。

## 概要
2011年（平成23年）4月に観測停止した先代の光学・レーダー衛星だいちの光学観測の後継機として、2015年（平成27年）5月にプロジェクト準備審査を通過、2016年（平成28年）3月にプロジェクト移行審査を通過し開発が開始された。
従来の地球観測衛星より高性能化した搭載機器により、高分解能と広域観測幅と連続撮像可能時間の両立を狙って開発された。地球1周回当たりの観測面積は70km × 4,000kmとなり、既存の高分解能地球観測衛星の6機から30機分、デジタルグローブの分解能45cmの地球観測衛星「WorldView-2」の20倍の撮像面積となる。設計寿命は7年で、3年のだいち、5年のだいち2号より長寿命化される。だいち2号、だいち4号、光データ中継衛星と組み合わせて運用することで運用の効果の最大化を目指す。地上システム開発、衛星運営、データ販売はパスコが担当する。

## 搭載機器

### 広域・高分解能センサ（OPS）
- パンクロマチックセンサ（白黒）
  - 観測波長帯：0.52μm - 0.76μm
  - 分解能：80cm（衛星直下）
  - 観測幅：70km
- マルチスペクトル（カラー）
  - 観測波長帯
    - バンド1：0.40μm - 0.45μm、コースタル
    - バンド2：0.45μm - 0.50μm、青
    - バンド3：0.52μm - 0.60μm、緑
    - バンド4：0.61μm - 0.69μm、赤
    - バンド5：0.69μm - 0.74μm、レッドエッジ
    - バンド6：0.76μm - 0.89μm、近赤外

  - 分解能：3.2m（衛星直下）
- ミッションデータ発生レート：約4Gbps

#### 観測モード
- ストリップマップ観測モード（Strip map）
  - 1周回あたり連続10分（70km幅×4,000km）観測する通常のモード
- 立体視観測モード（Stereoscopic）
  - 同じ地点を2回観測し、視差により高さ情報、数値地表モデル（DSM）を得る観測モード
- 地点観測モード（Pointing）
  - 衛星の姿勢を最大60°操作し、災害時などに直下以外を観測するモード
- 広域観測モード（Wide-area）
  - 1回のパスで特定のエリアを複数回観測して200km（衛星進行方向）×100km（直交方向）を撮影するモード
- 方向変更観測モード（Changing direction）
  - 衛星の進行方向とは異なる、沿岸地形などを連続的に観測するモード

### データ伝送
- 直接伝送
  - Kaバンド：1.8Gbps
  - Xバンド：0.8Gbps
- 光衛星間通信（OLLCT、光データ中継衛星との光通信によるデータ中継）

出典

### データレコーダ
- レコーダ方式：半導体メモリ（NANDフラッシュメモリ）
- 容量：950Gバイト以上

出典

### 衛星搭載型2波長赤外線センサ（IRS）
防衛装備庁が開発した赤外線センサ機器を防衛省の相乗りミッションとして搭載し、装備庁側からはQDIP（量子ドット型赤外線検知素子、Quantum Dot Infrared Photodetector）と呼ばれ、弾道ミサイルの発射探知・情報収集・警戒監視機能への適用検討を目的としている。赤外線センサ部は遠赤外と中赤外の検知層を垂直に積層し、1つのセンサで同時に検出することで、放射率・反射率の違いを利用した物体の識別能力の向上が期待される。性能比較のため、従来方式の赤外線センサであるMCT（水銀カドミウムテルル合金）光学センサを同時に搭載する。

## かつての計画
先代の陸域観測技術衛星だいちが2011年（平成23年）4月に観測停止した当時、後継機となるだいち2号（SAR衛星）が2013年度（平成25年度）打上げ予定で開発中、だいち3号（光学衛星）が2014年度（平成26年度）打上げ予定で研究中のフェーズであった。しかし、2011年8月、他の宇宙政策プロジェクトと比較して緊急性等の優先度が低いとの考えから「陸域観測技術衛星だいち3号」の開発中止が決定した。
当時のだいち3号の計画では、経済産業省が所管する宇宙システム開発利用推進機構（JSS）が開発した、可視マルチスペクトルセンサと、185バンドを連続的に光学観測できるハイパースペクトルセンサを搭載する予定であった。これらのセンサにより石油資源などの鉱物資源探査、植生の分布の観測や農作物収穫量予想などのバイオマス観測、工業排水観測、積雪状態等をより詳細に観測する見込みであった。2つのセンサは同期が可能で、合わせて「HISUI(Hyperspectral Imager SUIte)」と命名されていた。このハイパースペクトルセンサが搭載されれば、NASAの地球観測衛星テラに搭載されたセンサASTER（JSS統合前の前身であるJAROSとERSDACが開発）の13倍のスペクトル分解能となり高い精度のデータを取得できる予定であった。
その後、HISUIセンサはハイパースペクトルセンサ単独の計画として国際宇宙ステーション（ISS）への搭載に計画変更されて開発が続けられ、2019年（令和元年）12月6日にファルコン9・ドラゴン宇宙船 CRS-19で打ち上げられた。ISSのきぼう船外実験プラットフォームに設置し、2021年度から定常運用している。

### 計画中止当時の性能諸元
- パンクロマチックセンサー
  - パン（直下視）：分解能：80cm 、観測幅：50km
  - ステレオ（後方視）：分解能：125cm、観測幅：検討中
- ハイパー・マルチセンサー (HISUI)
  - マルチスペクトルセンサー
    - 分解能：5m、観測幅：90km
    - 観測波長：4ch
      - 0.45μm - 0.52μm
      - 0.52μm - 0.60μm
      - 0.63μm - 0.69μm
      - 0.76μm - 0.90μm

    - ポインティング機能：有

  - ハイパースペクトルセンサー
    - 分解能：30m、観測幅：30km
    - 観測波長：185ch
      - VNIR：0.4μm - 0.97μm（可視近赤外、57ch、バンド幅10nm以下）
      - SWIR：0.9μm - 2.5μm（短波長赤外、128ch、バンド幅12.5nm以下）

    - ポインティング機能：有
- 伝送速度
  - Xバンド：800/400Mbps
  - Kaバンド：800/400Mbps
- 設計寿命：5年、エクストラサクセス7年

出典

## 次期光学ミッション
2024年（令和6年）3月、文部科学省及びJAXAはだいち3号の打ち上げ失敗を踏まえた今後の光学観測の計画として、小型衛星コンステレーションによる実現を軸としてミッションの検討していることを発表した。従来のJAXA主体であっただいちシリーズのプロジェクトとの比較を含め、次のような特徴が見られる。
- 官民共同プロジェクトとし、民間事業者主体へシフトしながら技術移転の支援や公的投資を含めて政府機関が一定の関与をする
- 段階的な成果と逐次新しいニーズに対応するアジャイル型のプロジェクト
- 衛星搭載ライダ高度計（JAXA主体事業、2030年頃予定）と小型光学衛星群を組み合わせた三次元地形情報生成技術の開発実証
- 2020年代後半までに分解能40cm級・観測幅50km相当の小型光学衛星による観測システムを実証する

2024年11月29日、提案されていた3案のうちMarble Visionsを代表とする事業が採択された。5年間で段階的に小型衛星による40cm級の光学観測を実施する計画。衛星の運用だけでなくデータ利用までを含めた一連の計画を「官民連携による光学観測事業」としている。